# Carlos Mackenney
Carlos Mackenney Urzúa (15 de octubre de 1955) es un abogado chileno. Fue presidente del Consejo de Defensa del Estado de Chile entre los años 2005 y 2011.

## Biografía
Estudió en el Instituto de Humanidades Luis Campino, entre los años 1960 y 1972. En 1974 ingresó a la Universidad de Chile a estudiar Derecho, terminando en 1978. El 29 de diciembre de 1980 obtiene el título de abogado.
Fue fiscal de la Fundación Integra entre 1992 y 1999. Se desempeñó como subsecretario de Guerra en el gobierno de Eduardo Frei Ruiz-Tagle, entre el 13 de mayo de 1999 y el 11 de marzo de 2000, y como subsecretario de Marina en el gobierno de Ricardo Lagos, entre los años 2003 y 2005.
En octubre de 2005 fue nombrado abogado consejero del Consejo de Defensa del Estado de Chile (CDE) y el 1 de diciembre de ese mismo año pasa a ocupar el cargo de presidente del Consejo, el cual mantuvo hasta inicios de 2011.